# Réservoir Kiamika
Pour les articles homonymes, voir Kiamika (homonymie).
Le réservoir Kiamika est un plan d'eau douce situé dans le Parc régional du réservoir Kiamika, dans le territoire non organisé du Lac-Douaire, dans les Laurentides, au Québec, au Canada.Le réservoir s'étend également principalement dans les cantons de Brunet, mais aussi à Rochon et Turgeon pour la partie sud.
Le réservoir Kiamika s'étend aussi sur le territoire de quatre municipalités de : Chute-Saint-Philippe, Lac-des-Écorces, Lac-Saguay et Rivière-Rouge. Le réservoir s'étend également principalement dans les cantons de Brunet, mais aussi à Rochon et Turgeon pour la partie sud.

## Géographie
Ce réservoir (altitude : 260 m) couvre 4 248 ha et la superficie du bassin versant est de 701,9 km2. Ce réservoir constitue le troisième plus important plan d'eau de la région.
La rivière Kiamika approvisionne le réservoir en arrivant du nord-est par la baie du nord du lac, que le courant traverse sur 4,1 km vers l'ouest, puis vers le sud. Puis le courant coule sur 13,1 km vers le sud-ouest, en contournant l'île de la Perdrix Blanche et la "Petite île de la Perdrix" en traversant le Réservoir Kiamika, jusqu'à l'embouchure du lac situé au sud-ouest.
Avant la submersion du territoire, la rivière Kiamika comportait deux lacs : Kiamika supérieur et Kiamika inférieur. En 1952, la compagnie MacLaren a entreprise des travaux de construction qui étaient en lien avec l'objectif de contrôler les crues de la Lièvre et la Outaouais pour fin de production d'énergie hydro-électricité. Le barrage Kiamika et les deux digues de retenue ont ainsi créé ce grand réservoir, facilitant la drave sur la rivière Kiamika.
Les deux principales îles du réservoir sont l'île de la Perdrix Blanche (11,7 km2 et son sommet atteint 457 m) et la "Petite île de la Perdrix" (5,4 km2 et son sommet atteint 364 m). La superficie du réservoir peut passer de 52 km2 à 35 km2 en la période de la vidange printanière, dégageant ainsi des plages de sable sur les rives et reliant les deux îles principales entre elles.
Les principales baies du réservoir sont : baie des Quatre Milles, baie Blueberry, baie Berthelette, baie des Écorces et baie Cutaway (au sud). Outre la rivière Kiamika, le réservoir s'approvisionne par :
- côté nord-ouest : le ruisseau Kilby (venant du nord-ouest), le ruisseau Elbow et le ruisseau Colinette;
- côté est : la décharge du lac kilby et lac Patate ; le ruisseau aux Bluets-Ouest lequel draine le lac aux Bluets ; le ruisseau Ruby lequel draine le lac Ruby ;
- côté sud-est : la décharge des lacs Vert et du Panais ; la décharge du lac Johnny ;
- côté sud : la décharge du lac Bélanger et à la Loutre ;
- côté ouest : la décharge du lac Roman ; la décharge des lacs Daviault ; le ruisseau des Cornes lequel draine le lac des Cornes, le lac Doré, le lac Vaillant, lac Pérodeau, le lac David-Lord et le lac Adrien.

Les principaux sommets autour du réservoir atteignent :
- côté nord-ouest : 425 m (à 1,2 km du lac) ; 368 m (à 0,7 km du lac) ;
- côté est : 513 m (à 1,8 km du lac) ; 457 m (à 2,8 km du lac) ; 414 m (à 2,5 km du lac, soit au sud du lac Patate) ; 390 m (à 1,0 km du lac ; soit au sud-est du lac Kilby) ; 399 m (à 1,0 km au sud-ouest du lac Kilby) ; 400 m (à 1,6 km du lac, soit au nord-ouest du lac Ruby) ; 444 m (à 1,5 km du lac, soit au nord-ouest du lac Frasier) ; 445 m (à 1,3 km du lac, sit à l'ouest du lac Frasier) ; 440 m (à 1,4 km du lac, soit au sud du lac Frasier ;
- côté sud : 488 m (à 1,9 km du lac, soit au sujet du lac Johnny) ; 429 m (à 1,2 km du lac) ; 463 m (à 1,8 km du lac, soit au sud de la Baie Berthelette) ;
- côté ouest : 429 m (à 2,5 km du lac, soit au nord du lac Noé)[3].

## Barrages et digues
Le réservoir Kiamika comporte un barrage et trois digues de retenue, pour la régularisation hydro-électrique :
- barrage Kiamika, situé dans la municipalité Chute-Saint-Philippe. Ce barrage à forte contenance a une hauteur de 15,7 m et une hauteur de retenue de 14,2 m. De type Béton-gravité, cet ouvrage de 249 m de long a été construit en 1954 sur une fondation de roc[4].
- digue Kiamika-2, située dans la municipalité de Lac-Saguay. Cette digue d'une hauteur de 10 m et de 344 m de long, fait de terre, a été aménagée en 1954 sur une fondation de roc. Cette digue est propriété du Centre d'expertise hydrique du Québec[5].
- digue Kiamika-5, située dans la municipalité de Chute-Saint-Philippe. Cette digue d'une hauteur de 2,5 m et de 160 m de long, fait de terre, a été aménagée en 1954. Cette digue est propriété du Centre d'expertise hydrique du Québec[6].

Le 3 décembre 2023, les résidents d'environ 1 000 propriétés des municipalités de Chute-Saint-Philippe et de Lac-des-Écorces ont reçu l'ordre d'évacuer par crainte d'un éclatement de la digue Morier,.

## Toponymie
Le toponyme "Kiamika" signifie « rocher escarpé » en algonquin. Jadis, un des deux lacs (avant la submersion) était désigné « Grand lac Kiamika » ; il est ainsi indiqué sur la carte du canton de Rochon de 1891.